# Rachel Kum
Rachel Kum (Singapur, 8 de abril de 1985) es una modelo, reina de belleza y empresaria, fundadora de la compañía de cosméticos Rachel K. Ganó el certamen Miss Singapur 2009 y representó a su país en Miss Universo 2009, en una gala llevada a cabo en el complejo hotelero Atlantis Paradise Island en Nassau, Bahamas, el 23 de agosto de 2009.

## Carrera
Nacida y criada en Singapur, Rachel se graduó en finanzas de la Universidad de Australia Occidental. Kum creó la marca de cosméticos Rachel K, en la actualidad fuera de servicio. El lanzamiento de Rachel K Cosmetics fue filmado por el canal Channel News Asia y contó con la presencia de Eduardo Saverin, cofundador de Facebook.
En 2009, Rachel apareció en un comercial de Microsoft Windows en la cadena de televisión AXN Asia.